# Westelijke Hongganbeek
Westelijke Hongganbeek (Zweeds: Alip Hongganjira) is een beek die stroomt in de Zweedse  gemeente Kiruna. De watergang ontvangt haar water van de westelijke hellingen van de Honga. Ze stroom naar het zuiden en lost op in de Oostelijke Hongganbeek. Ze is circa 3 kilometer lang. Nog geen honderd meter noordelijker ontspringt de Siellarivier, die naar het noorden stroomt.
Afwatering: Westelijke Hongganbeek → Oostelijke Hongganbeek → Alesrivier → Torne → Botnische Golf